# شیمازو توشی‌هیسا
شیمازو توشی‌هیسا انگلیسی: 島津 歳久 Shimazu Toshihisa؛( ۱۵ اوت ۱۵۳۷ – ۲۵ اوت ۱۵۹۲) یک سامورایی اهل ژاپن بود. رهبر خاندان شیمازو، شیمازو یوشی‌هیسا برادر بزرگتر او بود. دیگر برادر او شیمازو یوشی‌هیرو نام داشت.